# Chorizanthe robusta
Chorizanthe robusta är en slideväxtart som beskrevs av Charles Christopher Parry. Chorizanthe robusta ingår i släktet Chorizanthe och familjen slideväxter. Utöver nominatformen finns också underarten C. r. hartwegii.